# フレデリック・メンディ (1988年生のサッカー選手)
フレデリック・メンディ（フランス語: Frédéric Mendy、1988年11月18日 - ）は、フランスとギニアビサウのサッカー選手。ギニアビサウ代表。ポジションはFW。
Kリーグ時代の登録名はメンディ（ハングル: 멘디）。

## クラブ歴
フランスのパリに生まれ、リーグに属していないFCレゼというクラブに所属した。2009年にフランスアマチュア選手権2のエヴルーFCに移籍した。
翌2010年にはシンガポールを拠点とするフランス人サッカークラブであるエトワールFCに移籍しSリーグに参戦した。リーグで23試合に出場し15得点をあげて同年の得点王に輝くと、シンガポール・リーグカップのゲイラン・ユナイテッドFC戦でも得点し、優勝に貢献した。また、シンガポール・カップではプノンペン・クラウンFCと対戦し彼の得点もあり2-1で勝利し準決勝へと駒を進めた。合計で同年32試合に出場し21得点、クラブのリーグ制覇にも大きく貢献した。Sリーグ 2011からはホーム・ユナイテッドに移籍し、アルビレックス新潟シンガポールから開始4分で得点をあげて移籍後初得点となった。その後4月1日のタンピネス・ローバースFC戦の81分に5得点目を記録し、この得点によってホーム・ユナイテッドはリーグ25戦無敗という記録を達成した。
2013年にはポルトガルのGDエストリル・プライアに移籍。彼自身もポルトガル語は多少理解する中での移籍となった。レンタル移籍先のモレイレンセFC、ウニオン・マデイラでの活躍が主であり、エストリルでは僅か1試合に出場したのみであった。
2016年6月にKリーグクラシックの蔚山現代FCに移籍した。

## 代表歴
フランスに生まれたものの、その出自はマンジャック人にあり、そのためにギニアビサウの国籍も保有している。ギニアビサウ代表に招集され、2016年6月4日のアフリカネイションズカップ2017予選・グループEのザンビア代表戦で代表初出場、この試合で代表初得点も決めた。